# Gonolobus cuajayote
Gonolobus cuajayote är en oleanderväxtart som beskrevs av W.D.Stevens. Gonolobus cuajayote ingår i släktet Gonolobus och familjen oleanderväxter. Inga underarter finns listade i Catalogue of Life.